# معدل المسار الحر غير المرن
أو متوسط المسار الحر غير المرن (بالإنجليزية:inelastic mean free path إختصاراً (IMFP)) هو مؤشر لمعرفة معدل مسافة إختراق الألكترونات أو الجسيمات أو الأشعة خلال جسم صلب قبل  فقدانها الطاقة.

المنحنى العام "لمعدل المسار الحر غير المرن" لكافة المواد كدالة لطاقة الحزمة الساقطة.

عند سقوط حزمة أحادية من الألكترونات أو الجسيمات على سطح صلب، فإن غالبية الألكترونات الساقطة ستفقد طاقتها بسبب تفاعلها بقوة مع المادة، سيظهر هذا التفاعل بشكل: توليد البلازمونات، وتوليد زوج ألكترون-فجوة، وزيادة في إهتزاز الذرات.
يرمز لشدة الألكترونات قبل سقوطها على المادة ({\displaystyle I_{0}})، وتتناقص الشدة كدالة للمسافة ({\displaystyle d}) التي تخترقها الحزمة من المادة الصلبة، يمكن التعبير عن تناقص الشدة بالعلاقة التالية:
{\displaystyle I(d)=I_{0}\ e^{-d\ /\lambda (E)}}
حيث أن ({\displaystyle \textstyle I(d)}) هو شدة حزمة الألكترونات بعد انتقالها داخل المادة الصلبة لمسافة ({\displaystyle d})، والمعامل ({\displaystyle \textstyle \lambda (E)}) يشير إلى معدل المسار الحر غير المرن، والذي يمكن تعريفه بأنه المسافة التي تقطعها حزمة الألكترونات داخل المادة قبل أن تهبط شدتها إلى ({\displaystyle 1/e}) من شدة الحزمة الأصلية، (تعتبر هذه العلاقة قريبة جداً من قانون بير-لامبرت).
كما يمكن وضع منحنى عام لمعدل المسار الحر للألكترونات يعطي تقريباً لجميع المواد.

## اقرأ أيضاً
- نظرية التشتت
- تصادم غير مرن
- قانون بير-لامبرت